# Ladányi Józsa
Ladányi Józsa (eredeti neve: Lusztig Józsa) (Debrecen, 1898. május 1. – Debrecen, 1985. szeptember 14.) magyar orvos, sebész, egyetemi tanár, az orvostudományok kandidátusa (1952), az orvostudományok doktora (1965). Testvére, Ladányi Sándor (1906–1974) jogász volt.

## Életpályája
Lusztig Dezső (1870–1940) kereskedelmi ügynök és Redl Zelma (1880–1954) lánya. 1916-ban érettségizett a Debreceni Református Kollégiumban. Oklevelét Budapesten, a Pázmány Péter Tudományegyetemen szerezte meg 1922-ben. A Debreceni Egyetem sebészeti klinikáján kezdett dolgozni gyakornokként 1924–1926 között. 1926–1935 között egyetemi tanársegéd, majd osztályvezető egyetemi adjunktus (1935–1940) lett. 1940-ben származása miatt elvesztette munkáját. A német megszállást követően a Gestapo letartóztatta. 1944. május és 1945. április között a mauthauseni koncentrációs táborban tartották fogva.
1945–1951 között a Debreceni Tudományegyetem Sebészeti Klinika egyetemi adjunktusa volt. 1946-tól magántanárként is dolgozott. 1948–1950 között a Debreceni Állami Kórház sebész főorvosa volt. 1951–1970 között a Debreceni Orvostudományi Egyetem II. számú Sebészeti Klinika alapító klinikaigazgató egyetemi tanára volt. 1962–1965 között a Debreceni Orvostudományi Egyetem rektorhelyettese volt. 1970-től a Debreceni Orvostudományi Egyetem nyugdíjas tudományos tanácsadójaként tevékenykedett.
Kutatási területe a jódhiányos vízfogyasztás okozta golyvák gyógykezelésére irányult. A hasi sebészet mellett foglalkozott a nyúlszáj, a farkastorok, az archasadékok kórképével és műtéti korrekciójával. Kitűnő eredményeket ért el a kéz ujjainak replantációjában.
A Debreceni zsidó temetőben nyugszik. Sírja 2003 óta védett.

## Művei
- Bénulást okozó koponyasérülések (Orvosi Hetilap, 1929)
- A bodai golyvások (A Magyar Sebésztársaság munkálatai, 1929; és Orvosi Hetilap, 1930)
- A morphium hatása a nagyagykéreg nélküli macskára (Méhes Gyulával, A Magyar Biológiai Kutató Intézet II. Osztályának munkálatai, 1931)
- Fémsók hatása experimentális anaemiáknál (Magyar Biológiai Kutató Intézet Jelentései, 1933)
- A jódozott tojás hatásáról (Straub Jánossal, Orvosi Hetilap, 1933; németül: Ärztliche Rundschau, 1934)
- Vérátömlesztés előtt végzett savótitrálás egyszerűsítése (Orvosi Hetilap, 1934)
- Gyomorresectiók hatása a vérképre (Magyar Biológiai Kutató Intézet Jelentései, 1935)
- Gyomorresecált kutyák vérképéről (A Magyar Biológiai Kutató Intézet II. Osztályának munkálatai, 1935)
- A lueses vérsavó reactiók viselkedése sebészeti beavatkozások után (Jósa Lászlóval, Orvosi Hetilap, 1936)
- A szájüreg fejlődési zavarai a sebész szempontjából. Magántanári próbaelőadás (Debrecen, 1946)
- Műtéti indicatiok. Továbbképző tanfolyami jegyzet (Budapest, 1948)
- Kissebészet. Továbbképző tanfolyami jegyzet (Budapest, 1948)
- Súlyos féregnyúlvány-gyulladás és Meckel-gurdély egyidejű átfúródása. – A gyermekkori heveny csontvelőgyulladás gyógyításában penicillinkezeléssel elért eredmények (Orvosok Lapja, 1948)
- Vékonybél-vastagbél. Továbbképző tanfolyami jegyzet (Budapest, 1949)
- Égés – fagyás – shock. Továbbképző tanfolyami jegyzet (Budapest, 1949)
- Az osteomyelitis kezeléséről (Orvosok Lapja, 1949)
- Kőbeékelődés körül észlelt ductus cysticus rák (Orvosi Hetilap, 1950. 4.)
- Sebészeti propedeutika. Egyetemi jegyzet (Budapest, 1951; 2. bővített kiadás: 1961)
- Metaplasticus csontképződés műtéti hegben (Orvosi Hetilap, 1952. 18.)
- Lemetszett végtagrészek replantatiója (Honvédorvos, 1952)
- Cheirobrachialgia paraesthetica bordadystopiás fejlődési rendellenesség következtében (Pap Zoltánnal, Orvosi Hetilap, 1953. 10.)
- Blood Supply of Experimental Callus Formation (Hídvégi Ernővel, Acta Morphologica, 1954)
- A bal szívkamra falába áttört gyomorfekély (Haraszti Antallal, Orvosi Hetilap, 1954)
- A bőrátültetés mai állása. – Izolált tályogok penicillin-hyaluronidase kezelése (DOTE Évkönyve, 1954/55)
- A sebbe juttatott vérrel való kezelés hatása a másodlagos sebgyógyulásra, hámosodásra (Pongrácz Endrével, Orvosi Hetilap, 1955. 50.)
- Hasűri letokolt tályogok penicillin-hyaluronidase kezelése (Katonaorvosi Szemle, 1956)
- Hogy segített Petrovszkij professzor klinikánk munkájában? (Szovjet Kultúra, 1956)
- Revascularisation in Part of a Limb Replanted after Having Been Cut Bone-Deep (Tompa Gyulával, Acta Morphologica, 1956)
- A gastrojejunocolicus sipolyokról (Dettre Gáborral, Pongrácz Endrével, Orvosi Hetilap, 1956. 10.)
- Idült lábszárfekély gyógyítása szabad bőrátültetéssel (E. Szabó Lászlóval, Pongrácz Endrével, Orvosi Hetilap, 1956. 29.)
- Potentiált helyi érzéstelenítés hatása az EKG-ra. – Kísérletes és klinikai hibernációs vizsgálatok malonsav-dinitril alkalmazásával (Kelentey Barnával, E. Szabó Lászlóval, DOTE Évkönyve, 1956/57)
- Gyakorlati sebellátás (A gyakorló orvos könyvtára. 97. Budapest, 1957)
- Adatok az öregkor sebészetéhez (Dettre Gáborral, Magyar Sebészet, 1958)
- Megemlékezés Loessl János professzorról. – A gyomor idegi eredetű daganatairól (Loessl János Emlékkönyv, Budapest, 1958)
- Az ulcus cruris sebészi therápiája (Bőrgyógyászati és Venerológiai Szemle, 1959)
- Kő nélküli epehólyag-betegségek, dyskinesisek (Orvosi Hetilap, 1960. 21.)
- Újabb érzésvizsgáló módszerekkel nyert adatok replantációk és ujjidegvarratok után (Kós Rudolffal, Magyar Traumatológia, 1961)
- Az epehólyag és az epeutak rákja (Magyar Onkológia, 1961)
- Archasadékos betegeinken nyert tapasztalatok. – A hasnyálmirigy áltömlői. (Orvosképzés, 1962)
- Splenoportographiák a májtumorok diagnosztikájában (Jóna Gáborral, Tompa Gyulával, Magyar Sebészet, 1962)
- Surgical Treatment of Post-Thrombotic Orural Ulcer (Acta Chirurgica, 1962)
- Kísérletes és klinikai adatok az ujjperc replantációhoz. Doktori értekezés (Debrecen, 1963)
- Az acut pancreatitisek Trasylol-kezelése (Farkas Lászlóval, Orvosi Hetilap, 1963. 38.)
- Az antibiotikumok szerepe az akut hasi betegségek kezelésében (Orvosképzés, 1964)
- Appendectomia és halálozás (Kiss Bélával, Tasnády Lászlóval, Orvosi Hetilap, 1965. 10.)
- Általános sebészet (Budapest, 1966; 2. bőv. kiad. 1969)
- Cholecystektomisált betegek epehólyag-tartalmának bakteriológiai vizsgálata (Gyöngyössi Gáborral, Rozgonyi Ferenccel, Orvosi Hetilap, 1967. 24.)
- A vérzéses shock therápiájának néhány kérdése. (Az Országos Mentőszolgálat jubileumi emlékülésének beszámolója. 1948–1968. Budapest, 1968. máj. 10–11. Szerk. Bencze Béla, Gábor Aurél. Budapest, 1968)
- Az emlőrák ún. célzott hormontherápiájáról (Matolay Györggyel, Vághy Imrével, Orvosi Hetilap, 1968. 3.)
- Adatok a gynecomastia kezeléséhez (Matolay Györggyel, Vághy Imrével, Orvosi Hetilap, 1968. 21.)
- Ragasztóanyagok a sebészetben (Orvosi Hetilap, 1969. 23.)
- A szociális körülmények változásának néhány mutatója a sebészeti ellátásra felvett idős mezőgazdasági lakosság körében Hajdú-Bihar megyében (Gyöngyössi Gáborral, Károlyi Györggyel, Népegészségügy, 1970)
- Sebészeti diagnosztika a körzeti orvos számára (A gyakorló orvos könyvtára. 162. Budapest, 1971)
- A plasztikai sebészet aktuális problémái (Az orvostudomány aktuális problémái, 1972)
- Nyúlajak-farkastorok (Budapest, 1975)
- Egyetemesség és specializálódás a sebészetben (Orvosi Hetilap, 1976. 16.)
- Kapillár-mikroszkópos vizsgálatok replantált ujjpercek egyesítése vonalában (Daróczy Pállal, Orvosi Hetilap, 1976. 39.)
- A Debreceni Egyetem helyzete közvetlenül a felszabadulás után és az Orvos-egészségügyi Szakszervezet fokozatos kialakulása (A DOTE és a Hajdú-Bihar Megyei Orvos-egészségügyi Szakszervezet közös kiadványa. Debrecen, 1978)
- A golyva-endémia jellemzőinek módosulása ötven év alatt – 1926–1976 – Boda községben (Orvosi Hetilap, 1978. 13.)
- Sebészeti diagnosztika (Budapest, 1980)
- Visszaemlékezéseim (Debrecen, 1983)

## Díjai, elismerései
- Magyar Népköztársasági Érdemérem (arany, 1949)
- Kiváló orvos (1961)
- Balassa János-emlékérem (1964)
- Munka Érdemrend arany fokozata (1969)
- Felszabadulási Jubileumi Emlékérem (1970)
- Szocialista Magyarországért Érdemrend (1978)
- Pro Universitate Díj (DOTE, 1978)
- Weil Emil-emlékérem (1980)